# Super Mario Bros. 35
Super Mario Bros. 35 è un videogioco a piattaforme distribuito per Nintendo Switch dal 1º ottobre 2020 al 31 marzo 2021 esclusivamente tramite Nintendo Switch Online.
Pubblicato in occasione del 35º anniversario dell'uscita del videogioco Super Mario Bros. per Nintendo Entertainment System, il gioco riprende il gameplay del titolo originale aggiungendo elementi di carattere battle royale. Super Mario Bros. 35 è stato annunciato il 3 settembre 2020, in occasione di un Nintendo Direct dedicato a Mario.

## Modalità di gioco
Super Mario Bros. 35 combina elementi di videogiochi platform con quelli di un battle royale. 35 giocatori si sfidano nelle ambientazioni tipiche di Super Mario Bros., primo capitolo dell'omonima serie ripreso in occasione del 35º anniversario dall'uscita, controllando il protagonista Mario (o Luigi) e attraversando un insieme di 32 livelli bidimensionali ripetuti. Questi livelli contengono collezionabili come monete e power-up, oltre a nemici da sconfiggere. La partita non finirà fin quando non sarà rimasto in vita un unico "Mario".
Nei livelli appaiono diversi nemici che possono essere sconfitti in vari modi. La maggior parte di essi possono essere sconfitti saltandoci sopra e schiacciandoli (come i Goomba, uno dei nemici più comuni del gioco). Alcuni nemici se schiacciati lasciano dei proiettili. I Koopa Troopa, ad esempio, lasciano il loro guscio che può essere calciato a destra o a sinistra e rimbalza quando colpisce un oggetto. Bowser appare come boss nel quarto livello di ogni mondo. I nemici eliminati dal giocatore verranno catapultati negli schermi dei rimanenti giocatori avversari, in modo da disturbarli e sconfiggerli. I giocatori possono scegliere manualmente verso quale avversario spedire i nemici sconfitti o scegliere tra quattro categorie di avversari: avversari con il maggior numero di monete, avversari con il maggior tempo rimasto, avversari che stanno attaccando il giocatore o avversari casuali. A ogni giocatore è assegnato un timer che a inizio gioco ha 35 secondi rimasti. I giocatori possono aumentare il tempo a loro disposizione sconfiggendo nemici, ottenendone di più se in rapida successione. Se il timer si esaurisce il giocatore perde la partita.
I giocatori possono guadagnare monete se eliminano un avversario durante la partita. Se un giocatore possiede 20 monete può spenderle per far girare la "roulette oggetti", che fornisce al giocatore uno di quattro possibili power-up: un super fungo che permette a Mario di rompere i blocchi e di non essere sconfitto se colpito una volta, un fiore di fuoco che dona a Mario la capacità di sparare palle di fuoco per colpire i nemici, una stella che rende Mario immune ai nemici per un breve periodo di tempo e un blocco POW che elimina tutti i nemici sullo schermo.
Nelle "sfide speciali", eventi a tempo limitato, i giocatori competono in un elenco fisso di livelli ma con diverse condizioni che cambiano ogni settimana. Queste condizioni possono consistere nell'iniziare la partita con un power-up o con più tempo o monete a disposizione.

## Sviluppo e distribuzione
Lo sviluppo di Super Mario Bros. 35 da parte di Arika cominciò prima dell'uscita del loro precedente titolo, Tetris 99, nel febbraio del 2019. Il videogioco fu annunciato il 3 settembre del 2020, l'anno del 35º anniversario di Super Mario Bros. A seguito dell'annuncio, il gioco venne paragonato a Super Mario Royale, un fan project del quale Nintendo richiese la rimozione l'anno precedente per violazione di copyright. Arika negò di aver clonato il gioco, affermando che lo sviluppo di Super Mario Bros. 35 fosse cominciato prima della pubblicazione di Super Mario Royale. Il gioco fu pubblicato il primo ottobre del 2020 e reso scaricabile gratuitamente ed esclusivamente per i membri del Nintendo Switch Online fino al 31 marzo del 2021, data a partire dalla quale Super Mario Bros. 35 non sarebbe stato più né scaricabile né giocabile. Una settimana dopo la pubblicazione il gioco fu aggiornato, alcuni bug vennero rimossi e la stabilità della connessione fu migliorata.

## Accoglienza
Secondo il sito aggregatore di recensioni Metacritic, Super Mario Bros. 35 ricevette "valutazioni discrete" alla sua uscita, con un punteggio normalizzato di 74/100 calcolato in base a 26 recensioni.
La critica apprezzò il gioco per il suo gameplay innovativo, non gradendo però la sua troppa ripetitività e semplicità. Chris Button su Gamespot osservò come il gioco avesse introdotto una nuova piega competitiva nella formula classica del platform bidimensionale. Anche Chris Scullion, in un articolo su Nintendo Life, fece paragoni con la formula classica, che secondo l'autore sarebbe stata resa più divertente ed entusiasmante nel rifacimento su Switch. Kirstin Swalley su Hardcore Gamer considerò il titolo creativo e «buffo nel migliore dei modi». Ethan Gach di Kotaku apprezzò il concept del gioco, ritenendo però che «la sensazione di novità non dura a lungo» e Seth Macy di IGN ribadì questo pensiero, sottolineando che «il costante ripetersi dei primi livelli in Super Mario Bros. 35 lo rende decisamente meno super».